# Estación General Las Heras
General Las Heras (también llamada simplemente como Las Heras) es una estación ferroviaria ubicada en la ciudad homónima, partido homónimo, Provincia de Buenos Aires, Argentina.

## Servicios
Es un centro de transferencia intermedio perteneciente a la Línea Sarmiento, en el ramal que presta servicio entre las estaciones Merlo y Lobos.
Es terminal intermedia y la estación más importante del ramal después de las cabeceras. Varias frecuencias del servicio solo llegan a Las Heras desde Merlo, y las restantes continúan a Lobos.
Es una de las pocas estaciones en las que se hacen cruzadas de servicios (vía de cruce habilitada, al igual que en Marcos Paz y Mariano Acosta), ya que el ramal se compone de vía única. Generalmente los cruces entre formaciones ascendentes y descendentes se hacen aquí.

## Infraestructura
Posee una plataforma lateral, en la que se encuentra el edificio principal (construido por el FCO provincial) y dos andenes centrales, aunque estos últimos son muy angostos y solo se utilizan para apearse en cruzadas de servicios.